# Charlotte Hornets (2014)
Charlotte Hornets jsou basketbalový tým se sídlem v Charlotte v Severní Karolíně hrající severoamerickou ligu National Basketball Association. Patří do Jihovýchodní divize Východní konference NBA.
Tým byl založen roku 2004 jako Charlotte Bobcats, v roce 2014 došlo k přejmenování na současný název - jde o snahu navázat na původní Charlotte Hornets, kteří hráli NBA v Charlotte v letech 1988 - 2002, než se přestěhovali do New Orleans.
Za krátkou historii nedosáhli Bobcats/Hornets v NBA žádného výraznějšího úspěchu.

## Statistika týmu v NBA
| Sezóna            | Výhry | Prohry | %    | Účast v play-off | Výsledky v play-off |
| ----------------- | ----- | ------ | ---- | ---------------- | ------------------- |
| Charlotte Bobcats |       |        |      |                  |                     |
| 2004–05           | 18    | 64     | 22,0 |                  |                     |
| 2005–06           | 26    | 56     | 31,7 |                  |                     |
| 2006–07           | 33    | 49     | 40,2 |                  |                     |
| 2007–08           | 32    | 50     | 39,0 |                  |                     |
| 2008–09           | 35    | 47     | 42,7 |                  |                     |
| 2009–10           | 44    | 38     | 53,7 | První kolo       | 0:4 Orlando Magic   |
| 2010–11           | 34    | 48     | 41,5 |                  |                     |
| 2011–12           | 7     | 59     | 10,6 |                  |                     |
| 2012–13           | 21    | 61     | 25,6 |                  |                     |
| 2013–14           | 43    | 39     | 52,4 | První kolo       | 0:4 Miami Heat      |
| Charlotte Hornets |       |        |      |                  |                     |
| 2014–15           | 33    | 49     | 40,2 |                  |                     |
| Celkem            | 326   | 560    | 36,8 |                  |                     |
| Play-off          | 0     | 8      | 0,0  |                  |                     |